# 聖大非群島國家公園

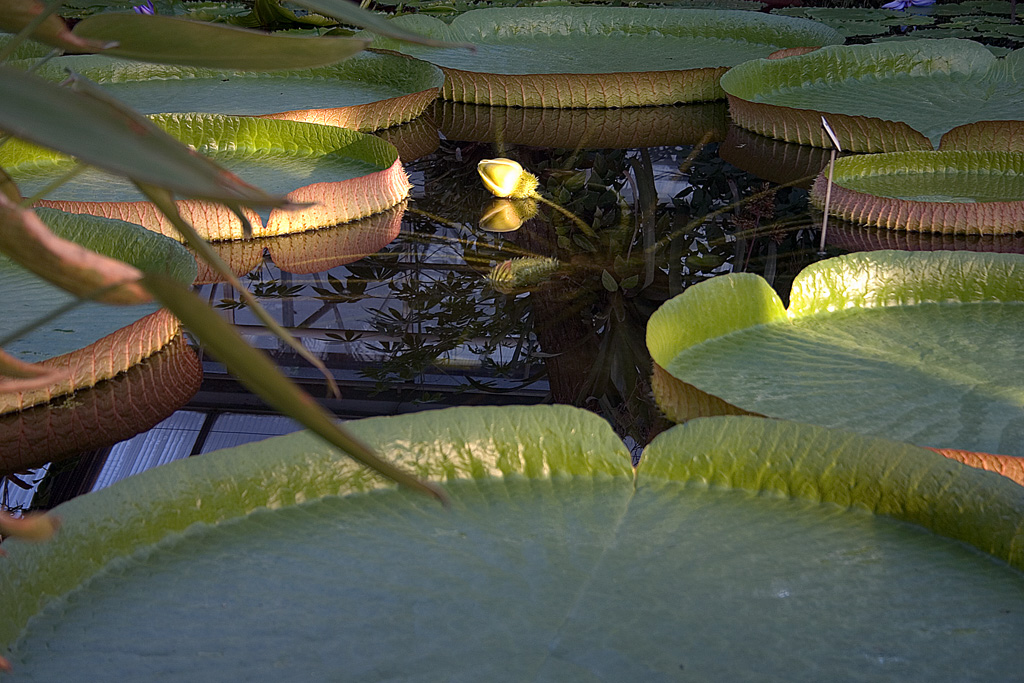

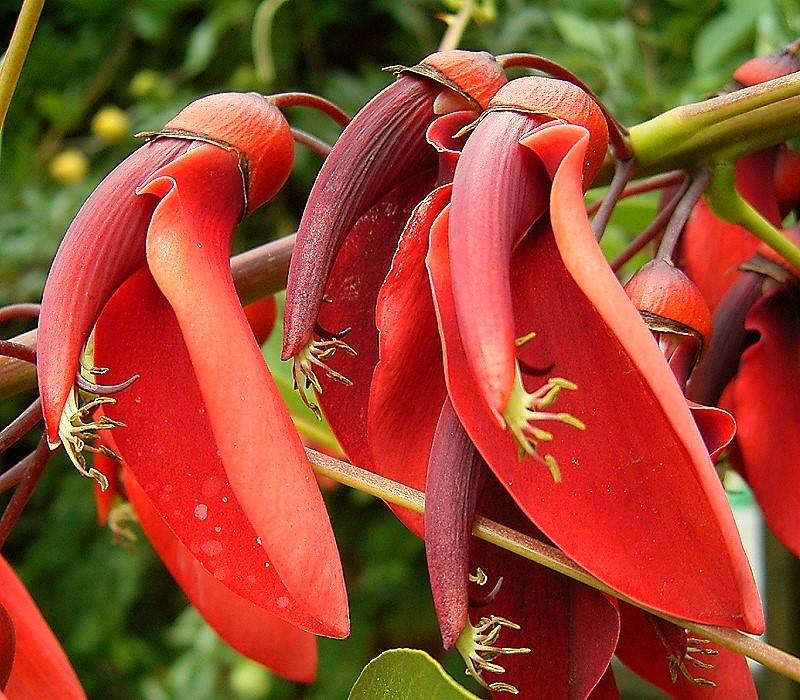

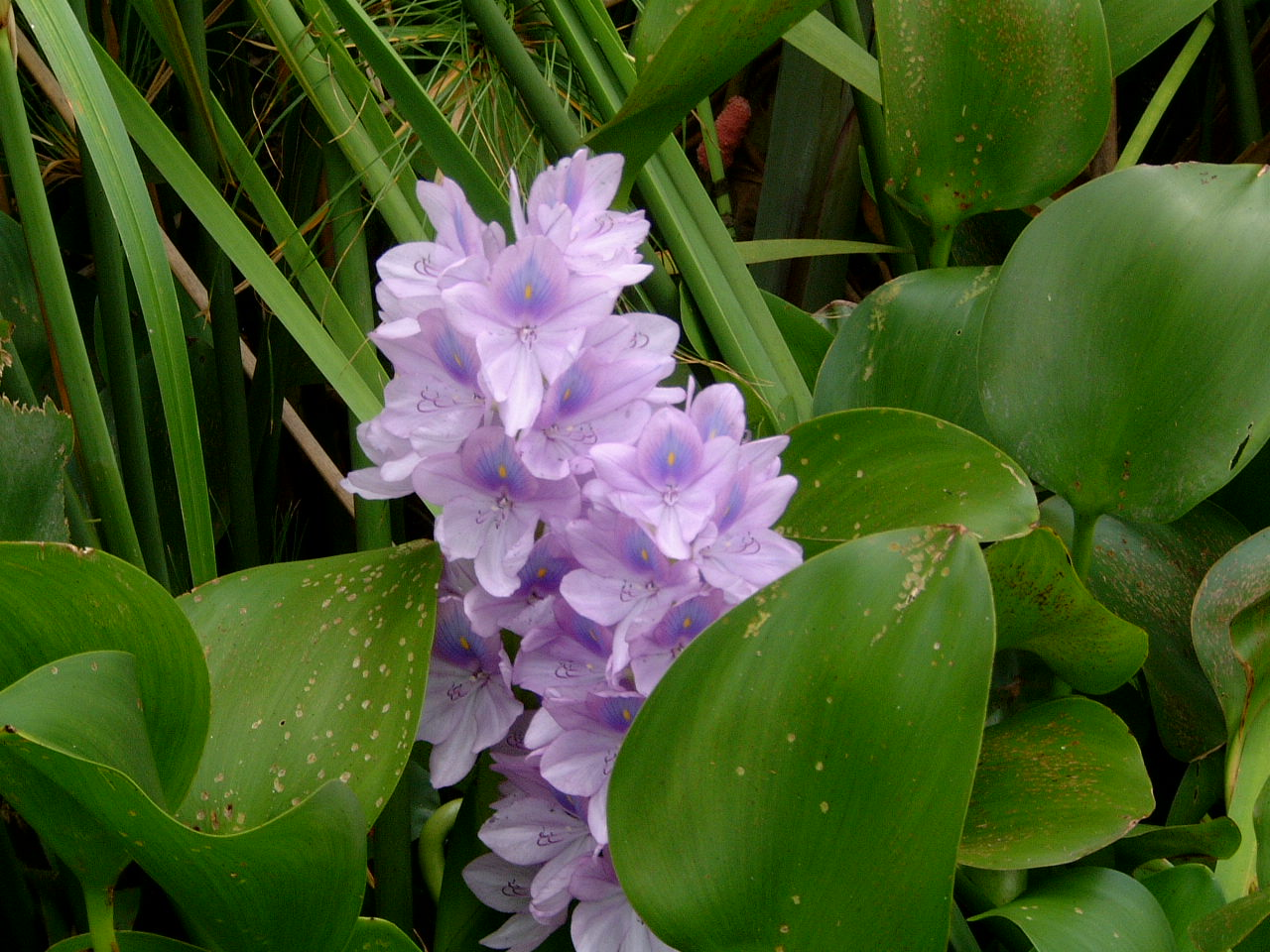

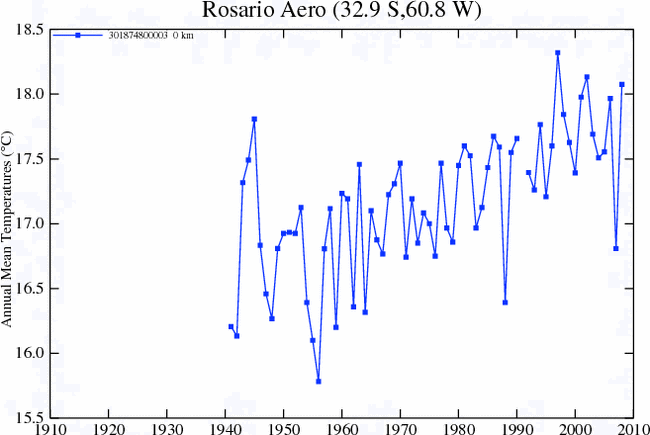

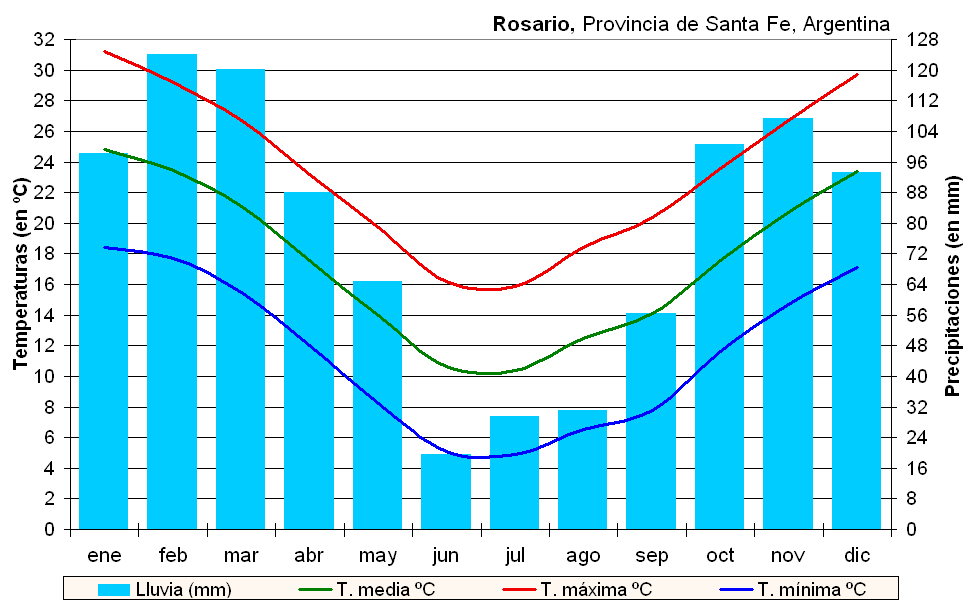

聖大非群島國家公園（西班牙語：Parque nacional Islas de Santa Fe）是阿根廷圣菲省的國家公園，位於該國東北部，面積29平方公里，成立於2010年10月13日，每年平均降雨量800至1,300毫米。